# Уиллис, Ник
Николас Иен «Ник» Уиллис (англ. Nicholas Ian «Nick» Willis; род. 25 апреля 1983, Лоуэр-Хатт, Веллингтон) — новозеландский легкоатлет, специализирующийся в беге на средние дистанции. Двукратный призёр Олимпийских игр в беге на 1500 метров (2008 — серебро, 2016 — бронза). Бронзовый призёр чемпионата мира в помещении 2016 года. Победитель Игр Содружества (2006). Член новозеландского Ордена Заслуг.

## Биография
Начал заниматься лёгкой атлетикой в школе Hutt Valley в родном Лоуэр-Хатте, пойдя по стопам старшего брата, Стивена, который также бегал средние дистанции. В 17 лет пробежал 1 милю за 4.01,33 и стал самым быстрым школьником в истории Новой Зеландии.
За сборную страны дебютировал в 2002 году на юниорском чемпионате мира, где занял 4-е место в беге на 1500 метров с личным рекордом 3.42,69. После этого выступления переехал в США, где стал студентом Мичиганского университета в Анн-Арборе. Тренером Ника стал Рон Вархёрст, воспитавший множество бегунов высокого класса.
В 2004 году Уиллис принял участие в Олимпийских играх в Афинах. В беге на 1500 метров он дошёл до полуфинала, где занял 15-е место.
Дважды становился чемпионом США среди студентов, установил рекорды университета в беге на 3000 и 5000 метров. После завершения учёбы принял решение остаться в Мичигане и продолжать сотрудничество с Вархёрстом.
В 2005 году установил свой первый рекорд Новой Зеландии, в беге на 1500 метров. Ник показал время 3.32,38, которое позволило ему превзойти предыдущее достижение Джона Уокера 30-летней давности.
Выиграл Игры Содружества 2006 года, проходившие в австралийском Мельбурне. Серебряного призёра ему удалось опередить почти на секунду. Спустя год вышел в финал чемпионата мира, где финишировал на 10-м месте.
На Олимпийских играх в Пекине стал третьим в финале бега на 1500 метров, а после допинговой дисквалификации победителя Рашида Рамзи получил серебряную медаль. За этот успех в марте 2009 года Ник стал членом Ордена Заслуг — государственной награды Новой Зеландии для граждан, достигших значительных успехов в своей деятельности.
Несмотря на травму колена, преследовавшую его в 2010 году, смог попасть на пьедестал Игр Содружества, завоевав бронзовую медаль.
В 2012 году установил новый рекорд Океании на дистанции 1500 метров, пробежав её за 3.30,35 на этапе Бриллиантовой лиги в Монако. На Олимпийских играх в Лондоне был знаменосцем своей сборной на церемонии открытия. В соревновательной части Игр повторить успех четырёхлетней давности ему не удалось — только 9-е место в финале.
В 2014 году впервые в карьере пробежал 1500 метров быстрее 3 минут 30 секунд (3.29,91 в Монако), а 1 милю — быстрее 3 минут 50 секунд (3.49,83 в Осло). На Играх Содружества в третий раз подряд был в числе призёров, выиграв бронзовую медаль в беге на 1500 метров. На дистанции 5000 метров занял 10-е место.
Завоевал бронзу на чемпионате мира в помещении 2016 года. За 2 круга до финиша он начал финишное ускорение, на которое смогли ответить только американец Мэттью Центровиц и чех Якуб Голуша. На четвёртых в карьере Олимпийских играх Ник также стал третьим, в медленном беге вырвав медаль финишным спуртом. Первому месту он проиграл всего 0,24 секунды.

## Личная жизнь
В 2007 году женился на Сиерре Бушер, с которой учился в Мичиганском университете. В 2012-м у них родился сын, которого назвали Лаклан.

## Основные результаты
| Год  | Турнир                            | Место проведения         | Дисциплина    | Место      | Результат |
| ---- | --------------------------------- | ------------------------ | ------------- | ---------- | --------- |
| 2002 | Чемпионат мира среди юниоров      | Кингстон, Ямайка         | 1500 м        | 4-е        | 3.42,69   |
| 2003 | Чемпионат мира по кроссу          | Лозанна, Швейцария       | кросс 4,03 км | 91-е       | 12.24     |
| 2004 | Чемпионат мира по кроссу          | Брюссель, Бельгия        | кросс 4 км    | 42-е       | 12.23     |
| 2004 | Олимпийские игры                  | Афины, Греция            | 1500 м        | 15-е (1/2) | 3.41,46   |
| 2005 | Чемпионат мира                    | Хельсинки, Финляндия     | 1500 м        | 17-е (1/2) | 3.40,87   |
| 2006 | Игры Содружества                  | Мельбурн, Австралия      | 1500 м        | 1-е        | 3.38,49   |
| 2006 | Кубок мира                        | Афины, Греция            | 1500 м        | 3-е        | 3.54,76   |
| 2007 | Чемпионат мира                    | Осака, Япония            | 1500 м        | 10-е       | 3.36,13   |
| 2008 | Чемпионат мира в помещении        | Валенсия, Испания        | 1500 м        | —          | DQ        |
| 2008 | Олимпийские игры                  | Пекин, Китай             | 1500 м        | 2-е        | 3.34,16   |
| 2008 | Всемирный легкоатлетический финал | Штутгарт, Германия       | 1500 м        | 3-е        | 3.38,22   |
| 2010 | Игры Содружества                  | Дели, Индия              | 1500 м        | 3-е        | 3.42,38   |
| 2011 | Чемпионат мира                    | Тэгу, Южная Корея        | 1500 м        | 12-е       | 3.38,69   |
| 2012 | Олимпийские игры                  | Лондон, Великобритания   | 1500 м        | 9-е        | 3.36,94   |
| 2013 | Чемпионат мира                    | Москва, Россия           | 1500 м        | 18-е (1/2) | 3.43,80   |
| 2014 | Чемпионат мира в помещении        | Сопот, Польша            | 1500 м        | —          | DQ        |
| 2014 | Игры Содружества                  | Глазго, Великобритания   | 1500 м        | 3-е        | 3.39,60   |
| 2014 | Игры Содружества                  | Глазго, Великобритания   | 5000 м        | 10-е       | 13.34,46  |
| 2014 | Континентальный кубок             | Марракеш, Марокко        | 1500 м        | 6-е        | 3.50,00   |
| 2015 | Чемпионат мира                    | Пекин, Китай             | 1500 м        | 6-е        | 3.35,46   |
| 2016 | Чемпионат мира в помещении        | Портленд, США            | 1500 м        | 3-е        | 3.44,37   |
| 2016 | Олимпийские игры                  | Рио-де-Жанейро, Бразилия | 1500 м        | 3-е        | 3.50,24   |